# Imp
För andra betydelser, se IMP.

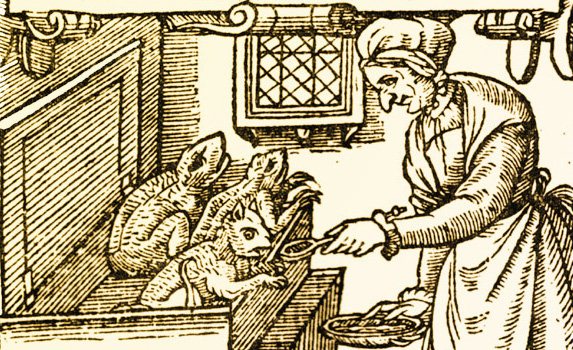
Träsnitt av kvinna som matar imper.

En imp är på engelska en mytologisk småväxt demon med ursprung i germansk mytologi. Den kan liknas vid en smådjävul eller troll.
De brukar räknas som de minst ondskefulla demonerna. De framträder ofta som giriga, uppmärksamhetssökande och väldigt själviska. Deras obetydlighet gör att de ibland kan användas som slavar i andra större illdådares verksamhet.
Ett liknande svenskt fenomen är puke.